# Karczewo (województwo podlaskie)
Karczewo – wieś w Polsce położona w województwie podlaskim, w powiecie grajewskim, w gminie Rajgród.
W latach 1975–1998 miejscowość administracyjnie należała do województwa łomżyńskiego. W roku 2011 liczba mieszkańców we wsi Karczewo wynosiła 55 osób. 